# Ottilia Littmarck
Ottilia Sofia Littmarck, född Rylander 22 juni 1834 i Jäders församling, Södermanlands län, död 14 juni 1929 i Kvillinge församling, Östergötlands län, var en svensk skådespelerska och teaterdirektör. Hon var bland annat knuten till Svenska Teatern i Helsingfors, Dramatiska teatern i Stockholm och till egna teatersällskap.

## Biografi och karriär
Fadern var inspektor Johan Rylander och hennes systrar skådespelerskorna Clara Björlin och Amanda Rylander. Hon ingick 1865 äktenskap med Gottfried Littmarck.
Ottilia Littmarck var 1857–1868 anställd vid Delands och Lindmarks kringresande teatersällskap, var direktör för Södra Teatern 1873–1874, anställd vid Nya teatern (Göteborg) 1875–1879 och ledde ett eget sällskap 1880–1883. Hon spelade vid Svenska Teatern i Helsingfors 1883–1884, Nya Teatern 1885–1889 och Dramaten 1889–1897, och ledde sedan igen ett eget sällskap.
Hon ville spela dramatik men hade större talang inom komedin. Bland hennes roller fanns Greta i Kärlek utan strumpor, Kerstin Giftekniv i Den förvandlade brudgummen, Fru Pipping i Sodom och Gomorrha, Fru Kaklund i Othellos triumf och Lais i Filosofi och kärlek.
Makarna Littmarck är gravsatta på Kvillinge kyrkogård.

## Teater

### Roller (ej komplett)
| År   | Roll                 | Produktion                                                              | Teater                     |
| ---- | -------------------- | ----------------------------------------------------------------------- | -------------------------- |
| 1875 | Fru Tjaelde          | Ett handelshus Bjørnstjerne Bjørnson                                    | Nya teatern                |
| 1875 | Hjördis              | Kämparna på Helgeland Henrik Ibsen                                      | Nya teatern                |
| 1876 | Lucia Messenius      | Drottning Christina Jeanette Stjernström                                | Nya teatern                |
| 1876 |                      | Familjen Mohrin Johan Jolin                                             | Nya teatern                |
| 1876 | Hustrun              | De nygifta Bjørnstjerne Bjørnson                                        | Nya teatern                |
| 1889 |                      | Byråkraten Gustav von Moser                                             | Svenska teatern, Stockholm |
| 1889 | Fru Kaklund/Emilia   | Othellos triumf                                                         | Svenska teatern, Stockholm |
| 1889 |                      | Pyramus och Thisbe Ernst Ahlgren och Axel Lundegård                     | Svenska teatern, Stockholm |
| 1889 | Martha Bardell       | Mr. Pickwick Peter Raun Fristrup                                        | Svenska teatern, Stockholm |
| 1889 |                      | En för bägge och bägge för en Emma Gad                                  | Dramatiska Teatern         |
| 1890 | En underofficersenka | Revisorn (Ревизо́р, Revizór) Nikolaj Gogol                               | Dramatiska Teatern         |
| 1892 | Sophie Henkel        | Krig i fred (Krieg im Frieden) Gustav von Moser och Franz von Schönthan | Dramatiska Teatern         |

### Fotnoter
1. ↑  Sveriges dödbok 1815–2022, nionde utgåvan, Sveriges Släktforskarförbund, december 2023, Littmark f. Rylander, Ottilia Sofia
(1834-06-22)
DBU, FS (sida: 374)?
2. ↑  ”Littmark, Ottilia”. SvenskaGravar.se. https://www.svenskagravar.se/search?query=Ottilia+Littmark+&parishId=&cemeteryId=&graveNumber=&birthDate=&deathDate=&burialDate=. Läst 11 januari 2025.
3. ↑  ”Nya teatern”. Dagens Nyheter:  s. 3. 18 februari 1875. http://arkivet.dn.se/arkivet/tidning/1875-02-18/3088/3. Läst 30 juli 2015.
4. ↑  ”Stockholms-nyheter”. Dagens Nyheter:  s. 2. 7 december 1875. http://arkivet.dn.se/arkivet/tidning/1875-12-07/3332/2. Läst 31 juli 2015.
5. ↑  ”Teater och musik”. Dagens Nyheter:  s. 2. 24 januari 1876. http://arkivet.dn.se/arkivet/tidning/1876-01-24/3370/2. Läst 9 augusti 2015.
6. ↑  ”Teater”. Aftonbladet:  s. 4. 1 mars 1876. http://tidningar.kb.se/4112678/1876-03-01/edition/0/part/1/page/4. Läst 1 april 2017.
7. ↑  ”Teater och musik”. Dagens Nyheter:  s. 2. 31 oktober 1876. http://arkivet.dn.se/arkivet/tidning/1876-10-31/3605/2. Läst 17 augusti 2015.
8. ↑  ”Teater och Musik”. Dagens Nyheter:  s. 3. 2 januari 1889. https://tidningar.kb.se/8224221/1889-01-02/edition/0/part/1/page/1/?newspaper=DAGENS%20NYHETER&from=1889-01-01&to=1889-12-31. Läst 29 juli 2015.
9. ↑  ”Teater och Musik”. Dagens Nyheter:  s. 2. 13 februari 1889. http://arkivet.dn.se/arkivet/tidning/1889-02-13/7340/2. Läst 29 juli 2015.
10. ↑  Frithiof Hellberg, red (1889). ”Teater och Musik”. Idun: Praktisk veckotidning för Qvinnan och Hemmet (Stockholm: Frithiof Hellberg) 2 (7):  sid. 52-53. Läst 29 juli 2015.
11. ↑  ”Teater och Musik”. Dagens Nyheter:  s. 2. 24 augusti 1889. http://arkivet.dn.se/arkivet/tidning/1889-08-24/7499a/2. Läst 29 juli 2015.
12. ↑  ”Teater och Musik”. Dagens Nyheter:  s. 2. 2 september 1889. http://arkivet.dn.se/arkivet/tidning/1889-09-02/7506a/2. Läst 28 juli 2015.
13. ↑  ”Teaterannons”. Dagens Nyheter:  s. 3. 31 augusti 1889. http://arkivet.dn.se/arkivet/tidning/1889-08-31/7505a/3. Läst 29 juli 2015.
14. ↑  ”Teater och Musik”. Dagens Nyheter:  s. 2. 13 december 1889. http://arkivet.dn.se/arkivet/tidning/1889-12-13/7594/2. Läst 29 juli 2015.
15. ↑  ”Teater och Musik: K. Dramatiska teatern”. Dagens Nyheter:  s. 2. 24 april 1890. https://arkivet.dn.se/tidning/1890-04-24/7700/2. Läst 18 maj 2024.
16. ↑  ”K. Dramatiska Teatern”. Affischen:  s. 3. 16 maj 1892. https://tidningar.kb.se/gx93thdsdqrsft17/part/1/page/3. Läst 18 maj 2024.